# Рокер, Рудольф
Рудольф Рокер (нем. Rudolf Rocker; 25 марта 1873, Майнц — 19 сентября 1958, штат Нью-Йорк) — активный участник анархо-синдикалистского движения, публицист.

## Биография
Родился в семье литографа Георга Филиппа Рокера, который скончался через четыре года после рождения Рудольфа. Семье удалось избежать бедности, только благодаря помощи крестного отца Рудольфа Карла Наумана, члена Социал-демократической партии Германии (СДПГ). Науман стал образцом подражания для мальчика. В 1877 году мать Рудольфа умерла и ребёнок был отправлен в приют, откуда он убегал дважды — в первый раз на три дня, во второй — навсегда. Спустя некоторое время (будучи вынужден работать, в том числе юнгой на судне) Рокер устроился на работу в типографию, следуя примеру дяди Карла. Благодаря обширной библиотеке Карла Наумана Рудольф Рокер познакомился с разнообразной литературой: среди его приоритетов были Евгений Дюринг, Фердинанд Лассаль, Август Бебель, романы Виктора Гюго. Читая, Рокер регулярно обсуждал прочитанное с окружающими. В результате его работодатель стал первым, кого он обратил в социализм. Немного позже Рудольф Рокер присоединился к социалистической партии Германии.
В 1890 году проходили главные дебаты в СДПГ о тактике, после отмены исключительного закона против социалистов. Появилось радикальное оппозиционное крыло, известное как Die Jungen (Молодые), которое изначально, в отличие от партийного руководства, негативно относилось к парламентской борьбе, видя в ней в лучшем случае средство пропаганды социалистических идей. «Молодые» не желали ждать революционной ситуации, а стремились приблизить её. В мае 1890 Рокер основал кружок, названный Freiheit (Свобода). Открытый переход в анархизм Рокера произошёл после того, как Второй интернационал в августе 1891 года прямо отказался осудить милитаризм. Рокер в то время увлекается работами голландского анархиста Фердинанда Ньювенгейса, который критиковал Вильгельма Либкнехта за его недостаточную революционность. После изгнания в 1891 году Die Jungen из СДПГ, бывшие члены этой организации основали Союз Независимых Социалистов Union of Independent Socialists (VUS). Рокер стал его депутатом, активно участвуя в распространении нелегальной литературы.
В 1892 году Рокер вынужден перебраться за границу, скрываясь от политических репрессий и в первую очередь от воинской повинности, сначала в Париж, а затем в 1895 году в Лондон, где познакомился с Луизой Мишель и Эррико Малатестой. Вдохновлённый романом Джона Генри Маккея Darkest London, он стал посещать еврейские районы Лондона и был потрясен тамощней нищетой. Из солидарности с еврейскими рабочими Рокер выучил идиш, присоединился к лондонской еврейской анархистской культурно-политической организации Worker's Friend Group, выпускавшей на этом языке анархо-коммунистическую газету Arbeter-Fraynd ("אַרבעטער־פֿרײַנד", "Рабочие друзья"; встречается также латинская транскрипция Arbeter Fraint) и стал ее редактором. В этой организации он встретил будущую спутницу жизни Милли Виткоп. Когда в 1897 году пара пыталась эмигрировать в США и их не пустили из-за того, что их брак не был зарегистрирован, слова Виткоп: «Любовь всегда свободна. Когда любовь перестает быть свободной, это уже проституция» попали на заголовки газет.
В 1907 году он вместе с А. Шапиро и Э. Малатестой был избран секретарем Международного съезда анархистов (International Anarchist Congress) в Амстердаме.
С началом Первой мировой войны Рокер, гневно осуждая Второй интернационал за поддержку национальных правительств, называл войну «противоречащей всему, за что мы боролись». Рокер вместе с некоторыми другими представителями Arbeter Fraint открыл сеть бесплатных столовых на время войны. Но он был интернирован британскими властями как германский подданный, а Arbeter Fraint была закрыта в 1915 году.
В марте 1918 Рокер по соглашению об обмене интернированных, достигнутому через Красный Крест, был выслан в Нидерланды. Там он жил у Фердинанда Ньювенгейса. Вернулся домой в Германию в ноябре 1918 года по приглашению Фрица Катера, дабы помочь тому восстановить Свободную ассоциацию немецких профсоюзов (ФДВГ, Freie Vereinigung deutscher Gewerkschaften), вышедшую из СДПГ в 1908 году. В 1919 году, на двенадцатом национальном конгрессе ФВДГ, организация была переименована в Союз свободных рабочих Германии (ФАУД, Freie Arbeiter Union Deutschlands) с новой платформой, написанной Рокером.
В 1920 году ФАУД принимал гостей на международной конференции синдикалистов. Результатом этой конференции стало создание  в 1922 году Международной ассоциации трудящихся. Августин Зухи, Александр Шапиро и Рокер стали секретарями организации, и Рокер написал её платформу.
После прихода к власти нацистов в 1933 году эмигрировал в США.

### О нём
- Рудольф Роккер (биографическая справка)
- Фёдоров А. Рудольф Роккер: штрихи к портрету